# 茨城県立土浦第三高等学校
茨城県立土浦第三高等学校（いばらきけんりつつちうらだいさんこうとうがっこう）は、茨城県土浦市に位置する県立高等学校。

## 概要
同校は、学力的には土浦地区の中堅校としての役割を担っている。普通科（定員120名）、商業科（同40名）、会計ビジネス科(40名)、情報処理科（同40名）の4つの学科を持ち、1学年240名の中規模校である。通称・略称は、「三高（さんこう）」もしくは「土三（つちさん）」である。
2009年度入学生から商業系学科を改編し、変更前の商業科2クラス、情報処理科1クラスの編成を、商業科1クラス、会計ビジネス科1クラス、情報処理科1クラスに再編成した。商業系学科計120名は2009年度よりくくり募集として一括して募集されている。男女比は、普通科は男女ともほぼ同率で、商業科系学科では女子比率が高い。全体としては、年度によって若干のばらつきはあるものの、基本的に女子比率がやや高く、割合はおおよそ男子40〜45%、女子55〜60%である。1980年代頃には男子の方が比率が高く、全生徒947人中、男子536人、女子411人であった。

## 歴史
1946年（昭和21年）2月7日に土浦市大岩田の旧海軍第一航空廠第二工員寄宿舎を利用して旧制の土浦市立中学校として開校した。同年4月20日に第1回入学式を挙行し、1947年（昭和22年）9月9日に中高津の電気学校を買収して新校舎とした。
1948年（昭和23年）4月1日、学制改革に伴い、土浦市立高等学校に改称し、併設中学校を付置した。この時、商業科を設置し、翌1949年（昭和24年）に普通科を開設した。
1951年（昭和26年）4月1日、茨城大学教育学部の校舎として利用されていた旧海軍航空隊適性部の建物に移転し、再び大岩田の地に戻った。翌1952年（昭和27年）4月1日に県立に移管し、茨城県立土浦第三高等学校と改称した。

## 生徒の通学地域
同校は土浦市と阿見町の境に位置し、国道125号沿いという立地条件もあって、阿見町、美浦村、旧江戸崎町、旧桜川村、最も遠いところでは旧稲敷郡東村の中学校出身者もいるなど、東方面には非常に通学範囲は広い。一方、東方面以外では、北は石岡市、西方面はつくば市北西部、南方面は牛久市やつくば市南部などとなっており、東方面に比べると通学範囲は狭い。

## アクセス
関東鉄道バス・JRバス関東「土浦三高下」または「霞ヶ浦高校前」下車

## 学校行事
- 文化祭
- 歌舞伎教室（1年）
- 修学旅行（2年）
- 球技大会
- 歩く会

## 部活動
運動部では、ソフトテニス部、弓道部などが強い。野球部は古くは強豪校として知られていた。1985年と1999年夏の選手権茨城県大会では準優勝、2001年秋の大会では県大会で準優勝、続く関東大会で8強入りするなど甲子園まであと一歩と迫った。また、陸上部は2005年度のインターハイに出場した実績がある。特に陸上部では2005年の総体において石塚祐輔が100m走と200m走の2種目において優勝し、全国制覇を果たしている。
ソフトテニス部では2008年、2009年に東海大学・早稲田大学の井坂・牧野ペアが2年連続で県大会優勝し個人戦インターハイに出場、団体戦では2009年に46年ぶりの出場を果たした。

### 運動部
| - バレーボール部 - バスケットボール部 - 陸上部 - 硬式野球部 - サッカー部 | - 卓球部 - 剣道部 - ソフトテニス部 - バドミントン部 - 弓道部 | - ハンドボール部 - 軟式野球部 |

### 文化部
| - 吹奏楽部 - 美術部 - 演劇部 - 音楽部 - 文芸部 | - 情報処理研究部 - 英語部 - 華道部 - 科学部 - ワープロ部 | - 珠算・電卓部 - 家庭部 - 簿記部 |

## 進路
卒業後の進路は、普通科と実業系の専門学科を定員の半分ずつ抱えているということもあって、多岐に渡る。年度にもよるが、普通科は大学50〜60%、短大・専門学校30〜40%、就職約3〜5%、その他（浪人等）5〜10%となっている。一方、商業系学科は大学25〜35%、短大・専門学校35〜45%、就職20〜30%、その他（浪人等）5〜10%である。全体としては、おおよそ大学40〜50%、短大・専門学校30〜40%、就職10〜15%、その他5〜10%となっており、同校では学力強化のため、課外授業などを設けている。そのかいあってか、近年では茨城大学などの国公立大学や中堅私立大学への合格者数が少しずつ増えてきている。また、筑波大学のような国公立大学に合格者を出し、私立大学では早稲田大学や明治大学、立命館大学のような私立大学に合格者を出すなど、いわゆる難関校への進学実績もある。

## トピック

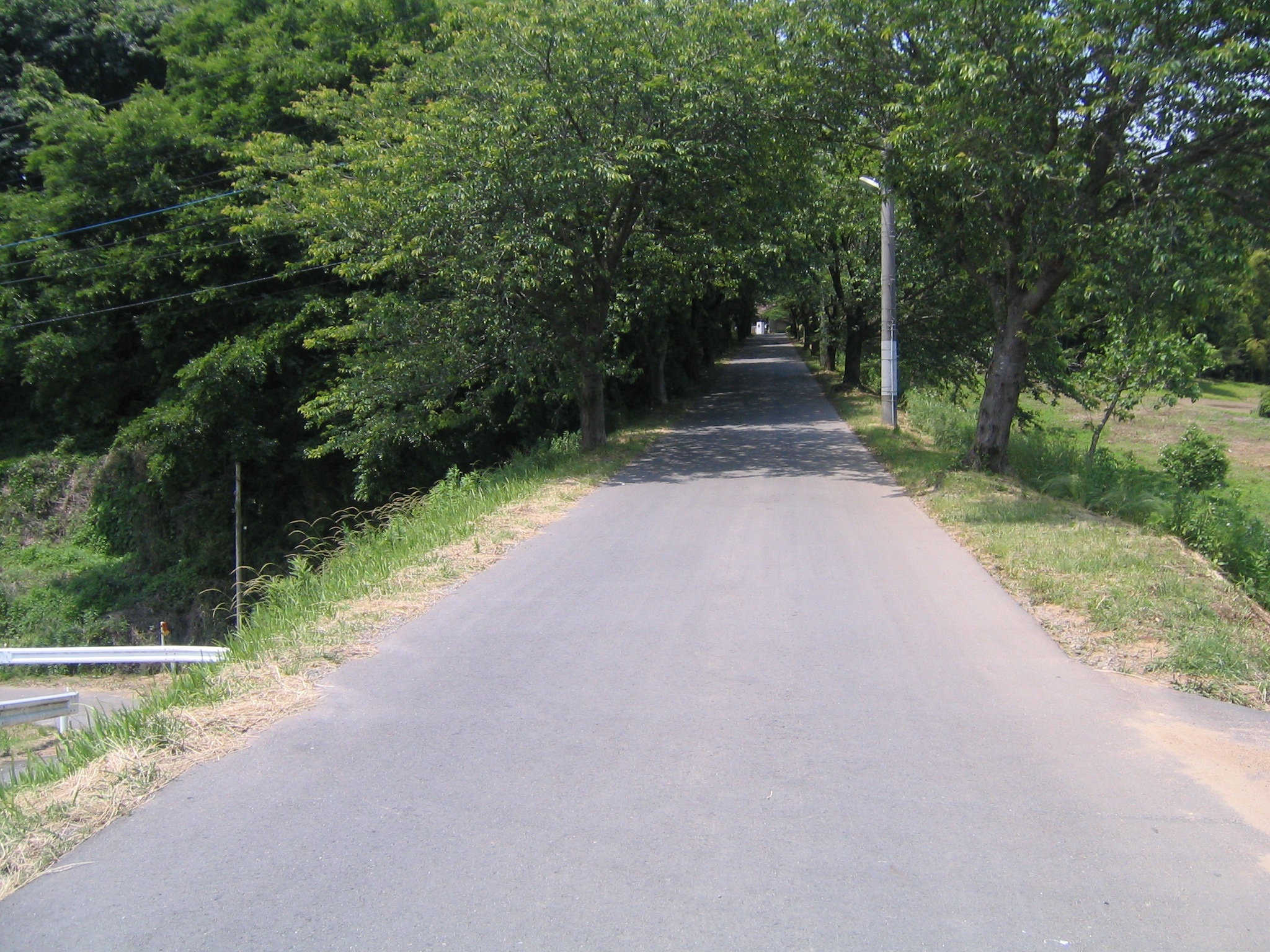
正門へ続く上り一本道
奥に正門が見える

- 校舎は霞ヶ浦を望む丘の上にあり、正門へ続く上り坂は阿見町、校門をくぐれば土浦市という市の境界に位置する。
- 正門までの坂は桜並木が続いており、土浦の桜の名所のひとつに挙げられる[3]。春になると桜の花越しに霞ヶ浦を眺望できる。
- 海軍の施設跡の高台に建つ学校であり、隣接する寺の入口にある土浦海軍航空隊の慰霊碑とともに、「海軍の町」としての土浦・阿見の歴史を今に伝えている。
- 平成22年度から校舎の改築や施設の改修工事が相次いで行われたため、現在は真新しい施設が使用されている。

## 学校関係者

### 著名な出身者
- 寺内タケシ - ギタリスト
- 大塚徹 - 元プロ野球選手
- 上原博之 - 日本中央競馬会所属調教師（美浦）
- 小松崎善久 - 元プロ野球選手
- 中川富雄 - アナウンサー
- 大塚淳 - 元プロ野球選手
- 石塚祐輔 - 陸上競技選手

## 舞台となった作品
本校科学部顧問の岡村典夫教諭の発案で2015年から茨城県内の高校を中心に始まった天体観測を競う「スターキャッチコンテスト」をもとに、辻村深月が2021年より新聞連載小説として掲載を始め、2023年に『この夏の星を見る』の題で書籍化した。2025年には同名の映画（監督・山元環（ネコニスズヤマゲンの弟）、主演・桜田ひより）が公開された。本校でも撮影が行われ、生徒も撮影に参加した。